# Bietaserpine
Bietaserpine (INN), hoặc 1-diaminoethylreserpine, là một dẫn xuất của reserpine được sử dụng như một chất chống tăng huyết áp. Giống như reserpine, bietaserpine là chất ức chế VMAT.